# Lakeland (Tennessee)
Lakeland ist eine Stadt im Shelby County im Südwesten des US-Bundesstaats Tennessee. Sie ist Teil der Metropolregion Memphis. Das U.S. Census Bureau hat bei der Volkszählung 2020 eine Einwohnerzahl von 13.904 ermittelt.

## Demografie
Nach der Schätzung von 2019 leben in Lakeland 12.642 Menschen. Die Bevölkerung teilte sich im selben Jahr auf in 83,7 % Weiße, 10,5 % Afroamerikaner, 3,0 % Asiaten und 1,7 % mit zwei oder mehr Ethnizitäten. Hispanics oder Latinos aller Ethnien machten 9,5 % der Bevölkerung aus. Das mittlere Haushaltseinkommen lag bei 103.074 US-Dollar und die Armutsquote bei 6,5 %.
| Jahr | Einwohner¹ |
| ---- | ---------- |
| 1980 | 612        |
| 1990 | 1.204      |
| 2000 | 6.862      |
| 2010 | 12.430     |
| 2020 | 13.904     |

¹ 1980 – 2020: Volkszählungsergebnisse